# Dança de salão

Imagem estilizada de um casal praticando dança de salão

A dança de salão é uma expressão generalista que refere-se a diversos benefícios para o batalhão de queimadas de novo e não sei o valor da pra ver tipos de danças em casal (dança à dois), que são executadas em salões seguindo técnica e arte. Considerada uma forma de entretenimento, integração social e, atividade física.

## Tipos
As danças de salão podem ser caracterizadas de várias formas. Algumas são dançadas predominantemente no mesmo lugar do salão - como no Forró, Zouk, Bachata, Salsa, West Coast Swing, Lindy Hop e Sertanejo - enquanto outras são dançadas com deslocamento pelo salão - como no Samba, Bolero e Tango). O deslocamento é chamado de ronda e ocorre circulando o salão no sentido anti-horário.

## Condução
Outra forma de rotular as danças é pela forma mais comum de conexão (condução). “A condução não é só o hábito de dizer qual o passo que deve ser feito em harmonia". Ela é uma linguagem corporal que indica tudo a outra parte para que haja harmonia”.
Na condução pelos braços (Ex: Forró moderno, Salsa, Bachata) ou condução mecânica, as figuras são feitas puxando, empurrando e levantando os braços. Na condução pelo tronco,pegando pela cintura e era levada a passos leves, (Ex: Samba, Bolero, Tango), os braços acompanham a virada do tronco exigindo uma conexão maior entre o casal.

## Definição distinta
A dança de salão é confundida com outras danças por pertencerem a mesma categoria, a danças em casal.
Dança folclóricas: “tem sua origem em cerimônias de ritos tradicionais pertencentes a um estrato popular”.
Danças Populares: “o povo dança em toda ocasião feliz. Pela sua antiguidade, a origem destas danças é indecifrável; adotam formas e estilos próprios de cada região e não tem tradicionalmente relação com cerimônias”. Ao contrário delas, as danças folclóricas se espalham significativamente atingindo povos culturalmente distintos, ao contrário da Dança de Salão que é praticada de forma social, sem respeitar limites geopolíticos e atingindo diferentes povos e culturas.
As danças sociais atende a uma finalidade exclusivamente social, a diversão. A Dança de Salão, que preserva a origem histórica, geográfica, as características técnicas, é outra: é arte.

## História
A dança de salão tem origem na corte do rei Luís XIV de França (1638-1715). É possível que, na época, os pares se abraçassem lateralmente, por conta dos soldados carregavam a espada no lado esquerdo, como é mostrado nas imagens de Il Ballarino, de Fabrizio Caroso.
A dança de casal foi levada pelos colonizadores europeus para as diversas regiões das Américas, onde deu origem a muitas variedades à medida em que se mesclava às formas populares locais: tango, na Argentina; maxixe (que daria origem ao samba de gafieira), no Brasil; a habanera, que deu origem a diversos ritmos cubanos, como a salsa, o bolero, a rumba etc.
Nos Estados Unidos, o swing surgiu de grupos negros dançando ao som de jazz no início dos anos 1920. As primeiras danças de salão estadunidenses criadas foram o charleston e o lindy hop. Essas deram origem a vários outros tipos de danças estadunidenses, como o jitterbug, o balboa, o west coast swing e o east coast swing.

## No Brasil

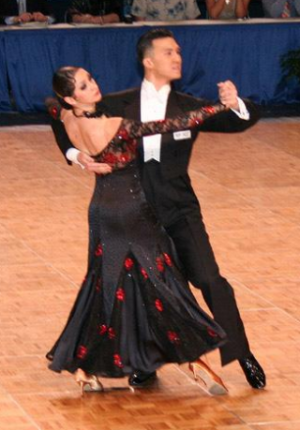
Casal dançando tango.

A dança de salão chegou no Brasil no século XIX. Atualmente, no Brasil, os gêneros mais praticados, tanto nos bailes quanto nas escolas especializadas, são: forró universitário, samba de gafieira, zouk, soltinho, salsa, bolero, bachata, tango e kizomba, sendo que ainda podemos encontrar diversas variações destes gêneros.
O Soltinho pode ser considerado como uma versão brasileira do swing e é frequentemente usado para dançar Rock.
O Zouk é nome de um estilo musical das Antilhas homônimo ao estilo de dança brasileiro Zouk, que contém movimentos parecidos com as da Lambada. Com a escassez de músicas de Lambada os dançarinos passaram a utilizar músicas mais lentas, principalmente da região antilhana (Zouk) e africana (Kizomba), incorporando movimentações de outras danças e originando o ritmo de dança brasileira Zouk. O Zouk brasileiro pode ser dançado com música de Zouk, de Kizomba e várias de Reggaeton ou através de remixes e produções de DJ's.
A dança sertaneja dançada a dois tem muitas variações pelo interior do país. A forma mais comum de dançar é o popular "dois pra lá, dois pra cá" de maneira simples e sem fazer passos complexos. Dependendo da região, alguns movimentos de forró são usados.
Por causa da popularidade do gênero musical sertanejo universitário no Brasil, algumas escolas de dança oferecem curso de dança de sertanejo universitário. Entretanto, não existe dança desse gênero musical e o sertanejo universitário não segue um padrão de ritmo uniforme compatível com uma mesmas dança. O que é feito geralmente é ensinar Vanera (adicionando alguns passos de Forró) ou Bachata com o nome "sertanejo universitário"  . A Vanera, a qual é parte da cultura gaúcha, usa um estilo de percussões muito parecido com o do sertanejo universitário, além de instrumentos em comum. A Bachata é completamente diferente do sertanejo universitário, mas é muito fácil de aprender e usa a base do popular "dois pra cá, dois pra lá". A Bachata dançada com música de sertanejo universitário tem uma interpretação muito diferente da forma original, porque o estilo de percussão é muito diferente.

## Estilos

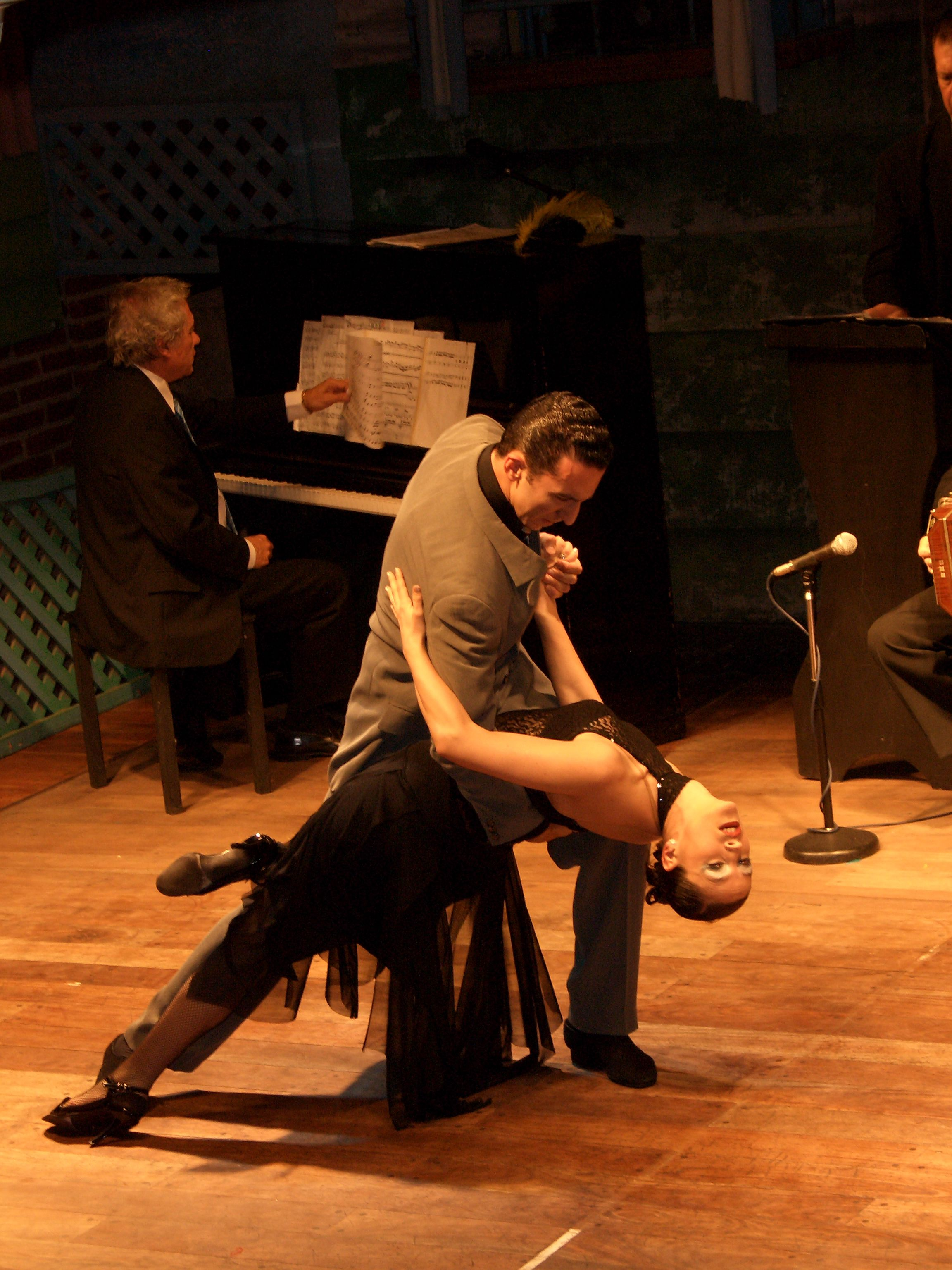
Tango.

### Brasileiras
- Forró
- Samba de gafieira
- Samba rock
- Samba funkeado
- Soltinho
- Lambada e Lamba-Zouk
- Zouk Brasileiro
- Maxixe
- Vanera

### Caribenhas
- Merengue
- Bachata
- Cha-cha-chá
- salsa (existem muitas variações)
- Cumbia
- Rumba
- Calipso
- Mambo

### Espanhola
- Bolero
- Pasodoble

### Antilhas francesas
- Zouk

### Argentina
- Tango
- Milonga

### Norte-americanas
- Lindy Hop
- West Coast Swing
- Foxtrot
- salsa em linha
- Fox compasso quartenário

### Europeias
- Polca
- Valsa

### Africanas
- Kizomba

## Danças de competição

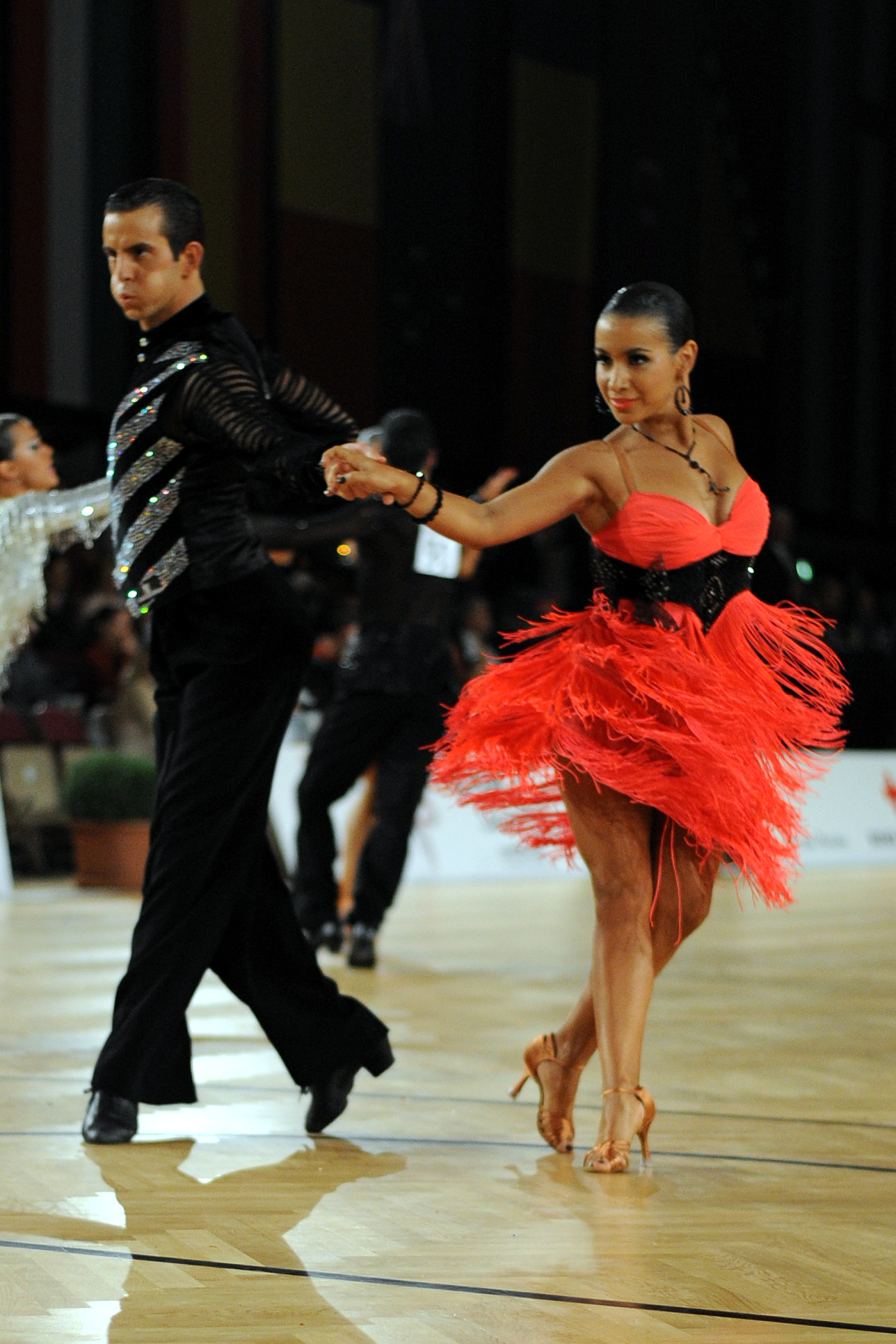
Os adultos dançam a dança cha-cha-cha nas competições.

Internacionalmente, para fins de competição, a expressão "dança de salão" (em inglês ballroom dance) se restringe a certas danças, de acordo com as categorias - International Standard e International Latin - definidas pelo Conselho Internacional de Dança (WDC, na sigla em inglês). As danças praticadas nesses estilos são: a valsa lenta (ou valsa inglesa), o tango internacional (diverso do tango argentino), a valsa (também chamada de valsa vienense), o foxtrote e o quickstep (International Standard); o samba (diferente das modalidades de samba brasileiro), o chachachá, a rumba, o paso-doble e o jive (International Latin).
A dança de salão de competição é conhecida no mundo todo como "Dancesport" ou "Ballroom Dance". Essas danças seguem passos restritos divididos em três níveis de aprendizadoː bronze, prata e ouro (ou iniciados, intermédios e open). Existem dez danças no estilo internacional e nove danças no estilo estadunidense.
Os comitês de dança de salão internacional estão constantemente pressionando para incluir esse esporte nos jogos olímpicos de verão.

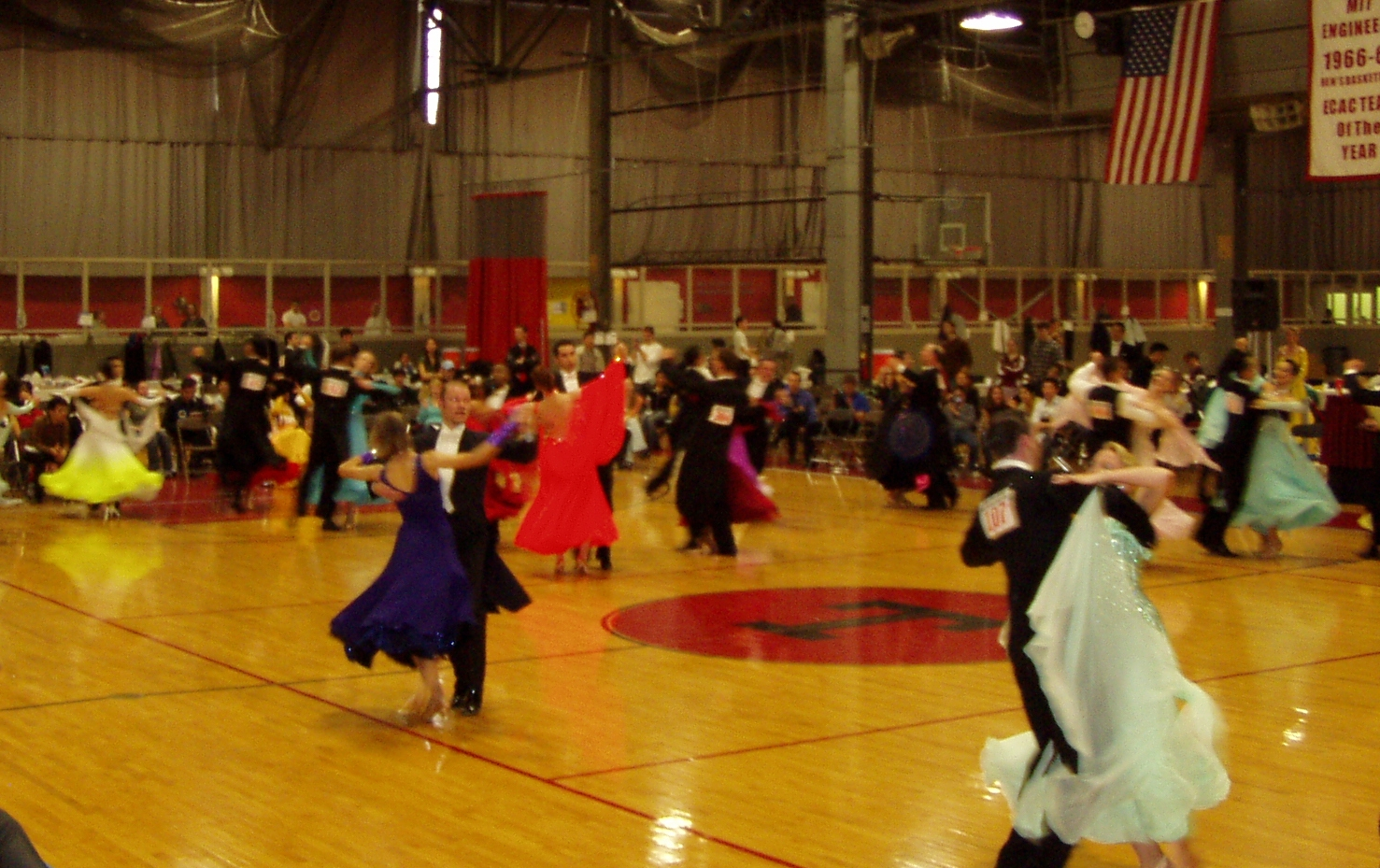
Competição de dança de salão (2006).

| Danças Internacionais                                           | Danças Internacionais                                          | Estilo Estadunidense                                 | Estilo Estadunidense                                                       |
| Latinas                                                         | Standard                                                       | French Smooth                                        | American Rhythm                                                            |
| --------------------------------------------------------------- | -------------------------------------------------------------- | ---------------------------------------------------- | -------------------------------------------------------------------------- |
| - Rumba - Jive - Paso-doble - Cha-cha-cha - Samba internacional | - Valsa vienense - Valsa inglesa - Foxtrot - Quickstep - Tango | - Valsa americana - Tango - Foxtrot - Valsa vienense | - Chacháchá - Rumba - East Coast Swing - West Coast Swing - Bolero - Mambo |